# Капелінья (мікрорегіон)

Капелінья на карті штату Мінас-Жерайс

Капелінья (порт. Microrregião de Capelinha) — мікрорегіон в Бразилії, входить в штат Мінас-Жерайс. Складова частина мезорегіону Жекітіньонья. Населення становить 196 571 чоловік на 2006 рік. Займає площу 12 011,989 км². Густота населення — 16,4 чол./км².

## Склад мікрорегіону
До складу мікрорегіону включені наступні муніципалітети:
1. Анжеландія
2. Арікандува
3. Берілу
4. Капелінья
5. Карбоніта
6. Шапада-ду-Норті
7. Франсіску-Бадаро
8. Ітамарандіба
9. Женіпапу-ді-Мінас
10. Жозе-Гонсалвіс-ді-Мінас
11. Лемі-ду-Праду
12. Мінас-Новас
13. Турмаліна
14. Вередінья

| Бразилія | Це незавершена стаття з географії Бразилії. Ви можете допомогти проєкту, виправивши або дописавши її. |